# Pietro Alessandro Banfi
Pietro Alessandro di Santa Margherita Banfi OCD, Taufname Giovanni Battista Banfi (* 7. Dezember 1739 in Mailand; † 13. November 1817 in Tivoli) war ein italienischer Ordensgeistlicher und Bischof von Tivoli.

## Leben
Giovanni Battista Banfi trat in den Orden der Unbeschuhten Karmeliten ein und nahm den Ordensnamen Pietro Alessandro di Santa Margherita an. Seine Profess legte er im Alter von 17 Jahren am 26. September 1756 in Mailand ab. Nach dem Abschluss des Kollegs in Parma wurde er dort Lektor für Theologie und lernte Luigi Barnaba Niccolò Maria Chiaramonti, den späteren Papst Pius VII. kennen, der zu jener Zeit ebenfalls Lektor der Theologie und Bibliothekar der dortigen Benediktinerabtei San Giovanni Evangelista war. Pietro Alessandro Banfi wurde Prior des Konventes in Mailand, später Rektor des Konventes San Pancrazio fuori le mura in Rom. 1791 war er Generalprokurator seines Ordens und wurde 1797 als solcher bestätigt. Papst Pius VII. ernannte ihn am 21. Februar 1801 zum Generalkommissar für den Orden der Unbeschuhten Karmeliten und 1807 mit einem Motu proprio zum 58. Generalprior des Ordens.
Im Zuge der Restauration wurde Pietro Alessandro Banfi am 24. Juni 1814 Mitglied der Reformkongregation. Am 22. Juli 1816 wurde er zum Bischof von Tivoli ernannt. Die Bischofsweihe spendete ihm am 28. Januar 1817 Kardinal Michele Di Pietro.
Pietro Alessandro Banfi starb nach nur 15 Monaten im Bischofsamt.

## Veröffentlichungen
- Fr. Petri Alexandri a s. Margarita ex familia Banfi … episcopi Tiburtini … epistola pastoralis. Hirtenbrief. Franciscus Bourlie, Rom 1816 (Digitalisat in der Google-Buchsuche).